# Dimitri Karacioban
Dimitri Karacioban (în găgăuză Dimitri Karaçoban; n. 27 mai 1933, Basarabia, România – d. 1986, RSS Moldovenească, URSS) a fost un etnograf, scriitor, muzeolog și om de știință sovietic găgăuz. A înființat un muzeu în localitatea natală Beșalma în 1965, astăzi acesta (Muzeul Cultural Găgăuz) este unul dintre cele mai cunoscute muzee din Găgăuzia.

## Biografie
S-a născut în satul Beșalma din județul Cahul, Basarabia (România interbelică) într-o familie de țărani. Împreună cu Mina Kiosea a studiat la Colegiul de construcții din Harkov, de unde a plecat ulterior pentru a servi în Extremul Orient. A lucrat ca profesor, bibliotecar, apoi a intrat la școala de artă și, în cele din urmă, la Institutul literar „Gorki” din Moscova, devenind primul scriitor profesionist găgăuz. 
În 1959 au fost publicate primele sale poezii în colecția Bucaktan seslär („Vocile Bugeacului”), care a deschis era literaturii profesionale găgăuze.

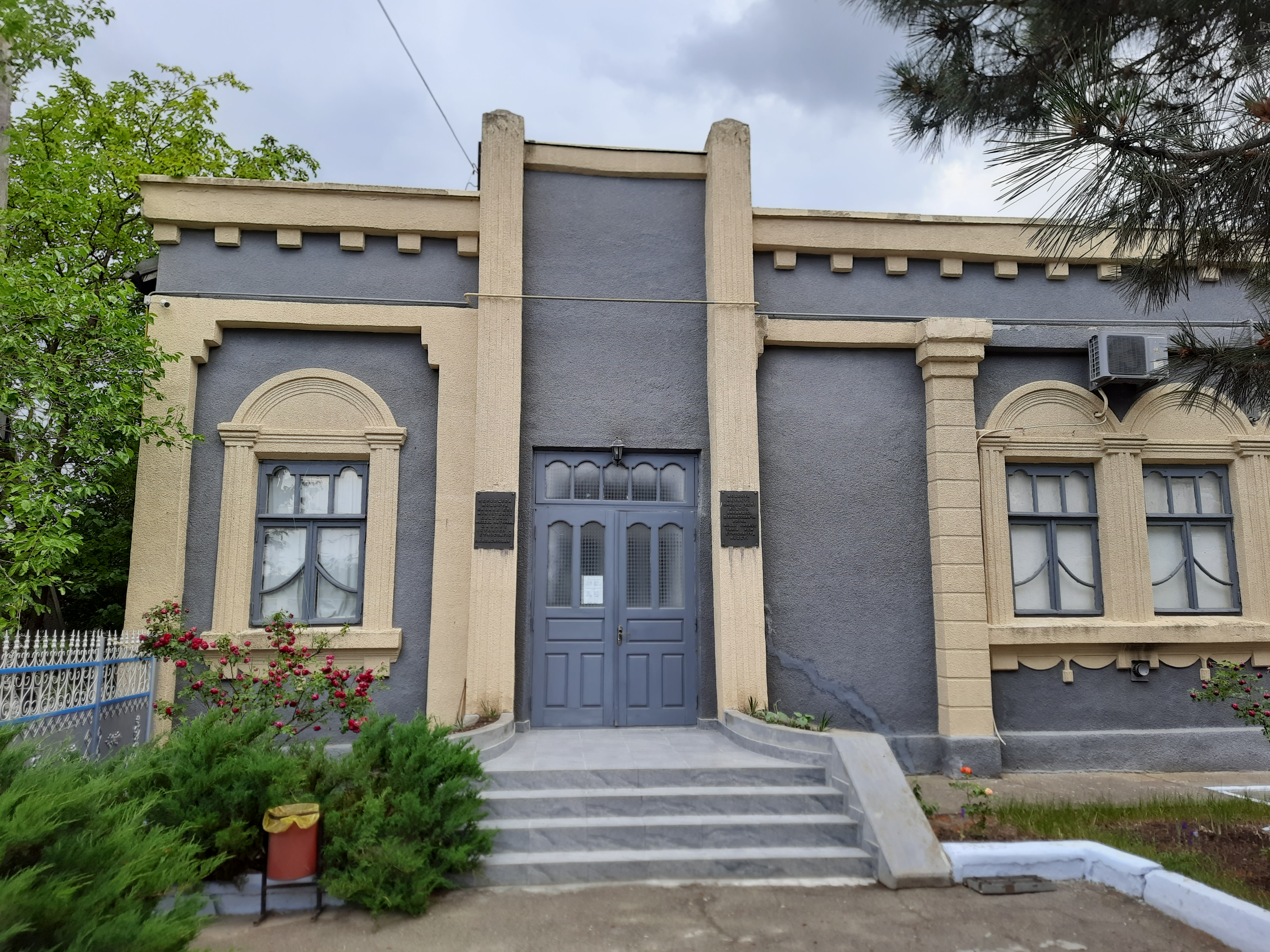
Muzeul Karacioban din Beșalma

Patru ani mai târziu, în 1963, a fost publicată prima colecție de poezie a autorului în limba găgăuză. Cea mai bună colecție de poezie a sa, „Abecedarul descoperirilor” (Азбука открытий), a fost publicată în limba rusă după moartea poetului. La începutul anilor 1960, a început să facă filme despre viața lui în Beșalma, inclusiv documentare, și scurtmetraje.
Lucrările sale au fost traduse atât în Moldova (V. Izmailov, C. Șișcanu, B. Marian), cât și la Moscova (V. Kuznețov, I. Levitanski). 
A doua zi după moartea subită a soției sale, Zinaida, s-a sinucis aruncându-se sub tren. Cuplul este înmormântat la Beșalma.